# Coppa di Montenegro (pallavolo femminile)
La Coppa di Montenegro di pallavolo femminile è un torneo nazionale montenegrino, organizzato dalla Federazione pallavolistica del Montenegro.
La prima edizione del torneo si è giocata nell'annata 2006-07, a seguito della divisione del Montenegro dalla Serbia e la squadra che ha riportato il maggior numero di successi è il Luka Bar.

## Albo d'oro
| Edizione         | Edizione          | Podio          | Podio                                     | Podio               |
| Anno             | Sede della finale | Campione       | Risultato                                 | Finalista           |
| ---------------- | ----------------- | -------------- | ----------------------------------------- | ------------------- |
| 2006-07 Dettagli | -                 | Luka Bar       | 3 - 0 (25-0, 25-0, 25-0)                  | Podgorica           |
| 2007-08 Dettagli | -                 | Rudar Pljevlja | 3 - 2 (25-14, 25-23, 23-25, 13-25, 15-10) | Luka Bar            |
| 2008-09 Dettagli | -                 | Rudar Pljevlja | 3 - 0 (25-19, 25-20, 25-22)               | Luka Bar            |
| 2009-10 Dettagli | -                 | Galeb          | 3 - 1 (30-28, 18-25, 25-22, 25-23)        | Luka Bar            |
| 2010-11 Dettagli | -                 | Luka Bar       | 3 - 2 (15-25, 25-18, 20-25, 25-22, 15-11) | Galeb               |
| 2011-12 Dettagli | Budua             | Luka Bar       | 3 - 0 (25-13 25-11 25-18)                 | Budućnost Podgorica |
| 2012-13 Dettagli | Budua             | Luka Bar       | 3 - 2 (25-18, 17-25, 23-25, 25-19, 15-9)  | Morača              |
| 2013-14 Dettagli | Podgorica         | Luka Bar       | 3 - 0 (27-25, 25-17, 25-12)               | Budućnost Podgorica |
| 2014-15 Dettagli | Antivari          | Luka Bar       | 3 - 1 (15-25, 25-19, 25-12, 25-20)        | Galeb               |
| 2015-16 Dettagli | Pljevlja          | Galeb          | 3 - 0 (25-22, 25-16, 25-15)               | Morača              |
| 2016-17 Dettagli | Antivari          | Luka Bar       | 3 - 2 (24-26, 16-25, 25-18, 25-17, 15-10) | Galeb               |
| 2017-18 Dettagli | Antivari          | Galeb          | 3 - 2 (25-21, 25-20, 24-26, 25-19)        | Luka Bar            |
| 2018-19 Dettagli | Budua             | Galeb          | 3 - 2 (18-25, 32-30, 14-25, 25-21, 15-9)  | Luka Bar            |
| 2019-20 Dettagli | Podgorica         | Galeb          | 3 - 2 (24-26, 21-25, 25-15, 25-21, 15-11) | Morača              |
| 2020-21 Dettagli | Antivari          | Galeb          | 3 - 1 (25-13, 25-22, 17-25, 25-18)        | Luka Bar            |
| 2021-22 Dettagli | Podgorica         | Galeb          | 3 - 0 (25-22, 25-11, 25-16)               | Luka Bar            |
| 2022-23 Dettagli | Castelnuovo       | Herceg Novi    | 3 - 0 (25-10, 25-11, 25-12)               | Albatros            |